# The Sound of Perseverance
The Sound of Perseverance ist das siebte Musikalbum der US-amerikanischen Death-Metal-Band Death und das letzte der Band vor Frontmann Chuck Schuldiners Tod im Jahre 2001.

## Entstehungsgeschichte
Chuck Schuldiner plante dieses Album bewusst als letztes Death-Album, obwohl ihm zur Zeit der Veröffentlichung nicht klar sein konnte, dass er drei Jahre später an einem Tumor sterben würde. Laut eigener Aussage langweilte ihn der Gesangsstil im Death Metal. Er hatte bereits zuvor die Band Control Denied gegründet und wollte mit dieser neue Wege gehen. Das Line-Up dieser Band unterstützte ihn bei den Aufnahmen zu The Sound of Perseverance. Einige Lieder auf dem Album waren sogar ursprünglich für das Control-Denied-Debütalbum gedacht. Das Lied Painkiller ist eine Coverversion von Judas Priest. Der Song Spirit Crusher wurde als Single ausgekoppelt, außerdem wurde ein Musikvideo zu dem Song veröffentlicht.

## Musikstil
Einer der deutlichsten Unterschiede, der dieses Album von den vorherigen unterscheidet, ist die markante Stimme des Bandleaders Chuck Schuldiner, die dieses Mal deutlich höher und kreischender ausgefallen ist. Deutlicher zu Tage kommen auch die Progressive-Metal-Elemente, die schon auf dem Album Symbolic eingeführt wurden.
Der Track „Voice of the Soul“ wird in audiophilen Kreisen als einer der wenigen Metaltracks aufgrund der außerordentlich guten Aufnahmequalität sowie der klaren Gitarrenklänge und sehr breit gestaffelten Bühne gerne für Soundchecks genutzt.
Im Jahr 2005 erschien eine Sonderedition des Albums mit einer zusätzlichen Bonus-DVD Live in Cottbus.
Das Album erreichte Platz 60 der deutschen Albumcharts und Platz 35 der österreichischen Charts.

## Titelliste
1. Scavenger of Human Sorrow – 6:54
2. Bite the Pain – 4:29
3. Spirit Crusher – 6:44
4. Story to Tell – 6:34
5. Flesh and the Power it Holds – 8:25
6. Voice of the Soul – 3:42
7. To Forgive is to Suffer – 5:55
8. A Moment of Clarity – 7:22
9. Painkiller (Judas-Priest-Cover) – 6:03